# カネンブ語
カネンブ語（カネンブご、英: Kanembu language）は、ナイル・サハラ語族サハラ語派（サハラ諸語）に属する言語である。チャドに居住するカネンブ人（カネンブ族）の人々によって話されている言語である。言語名別称としてBornu、Kanemhu、Kanambu、Kanembu、カネムブ語（Kanembou）。

## 方言
- Mando (kbl-man)
- Nguri (kbl-ngu)
- Karkawu (kbl-kar)